# Macrothele guizhouensis
Macrothele guizhouensis är en spindelart som beskrevs av Hu och Li 1986. Macrothele guizhouensis ingår i släktet Macrothele och familjen Hexathelidae. Inga underarter finns listade i Catalogue of Life.